# Кушнарёв, Виталий Иванович
Вита́лий Ива́нович Кушнарёв (1 января 1954, СССР) — советский футболист, вратарь.

## Карьера
В 1972 году в составе сборной РСФСР завоевал бронзу на спартакиаде школьников СССР в Киеве. Неофициально был признан лучшим вратарём спартакиады. Начинал карьеру в клубе Второй лиги «Динамо» из Махачкалы, где был одним из двух вратарей, наряду с Успатом Рашидовым. Весной 1974 года надо было сдавать экзамены в институте (учился в ЛКИ), обратился с просьбой к руководству команды помочь с письмом к ректору о предоставлении свободного графика сдачи сессии, в ответ прозвучало: «или футбол — или институт». Выбрал учёбу, а так как в то время футболисты в СССР не заключали контракты, он написал заявление об уходе из клуба по собственному желанию и покинул клуб, а играть продолжал за заводскую команду «Труд» г. Каспийск, на место Кушнарёва в команду пришёл Камиль Асеев. В 1976 году окончил институт и был призван в армию в ростовский СКА, с которым в первом же сезоне добился права выступать в высшей лиге. В высшем эшелоне советского футбола провёл 26 матчей, в которых пропустил 41 мяч. Карьеру завершал в СКА из Хабаровска, где являлся основным вратарём клуба.

## Достижения
СКА (Ростов-на-Дону)
2 место в Первой лиги: (1) (выход в Высший дивизион)
- 1978